# México en la Piel
| Críticas profissionais | Críticas profissionais |
| Avaliações da crítica  | Avaliações da crítica  |
| Fonte                  | Avaliação              |
| ---------------------- | ---------------------- |
| Allmusic               | [ 1 ]                  |

México en la Piel é o 18º álbum de estúdio do cantor mexicano Luis Miguel, lançado em 2004. Este é o primeiro álbum do cantor em que interpreta somente músicas do gênero mariachi.

## Faixas
| México en la Piel — Edição standard |                           |                                     |         |  |
| N.º                                 | Título                    | Compositor(es)                      | Duração |  |
| 1.                                  | "El Viajero"              | Roberto Sierra José "Pepe" Martínez | 3:32    |  |
| 2.                                  | "Entrega Total"           | Abelardo Pulido                     | 2:13    |  |
| 3.                                  | "Échame a Mí la Culpa"    | José Manuel Fernández Espinosa      | 3:09    |  |
| 4.                                  | "México en la Piel"       | Fernández Espinoza                  | 3:29    |  |
| 5.                                  | "Cruz de Olvido"          | Juan Zaizar                         | 3:30    |  |
| 6.                                  | "De Que Manera te Olvido" | Federico Méndez                     | 2:31    |  |
| 7.                                  | "Luz de Luna"             | Álvaro Carrillo                     | 2:54    |  |
| 8.                                  | "Motivos"                 | Italo Pizzolante                    | 3:32    |  |
| 9.                                  | "Cielo Rojo"              | Juan Zaizar David Zaizar            | 2:55    |  |
| 10.                                 | "Paloma Querida"          | José Alfredo Jiménez                | 2:45    |  |
| 11.                                 | "Que Seas Feliz"          | Consuelo Velázquez                  | 3:05    |  |
| 12.                                 | "Un Mundo Raro"           | Alfredo Jiménez                     | 2:40    |  |
| Duração total:                      | Duração total:            | Duração total:                      | 39:39   |  |

| México en la Piel — Bonus tracks |                  |                                   |         |  |
| N.º                              | Título           | Compositor(es)                    | Duração |  |
| 12.                              | "Sabes una Cosa" | Manuel Lozano Gallo Rubén Fuentes | 3:19    |  |
| Duração total:                   | Duração total:   | Duração total:                    | 42:59   |  |

| México en la Piel — Edição diamante (DVD) |                   |                |         |  |
| N.º                                       | Título            | Diretor(es)    | Duração |  |
| 1.                                        | "Que Seas Feliz"  | Pedro Torres   | 3:19    |  |
| 2.                                        | "El Viajero"      | Torres         | 3:32    |  |
| 3.                                        | "Y"               | David Mallet   | 2:56    |  |
| 4.                                        | "La Bikina"       | Mallet         | 2:59    |  |
| 5.                                        | "La Media Vuelta" | Torres         | 4:26    |  |
| Duração total:                            | Duração total:    | Duração total: | 65:11   |  |

## Singles
| #  | Título                 | EUA | LATIN POP | LATIN TROP | MEX REG |
| -- | ---------------------- | --- | --------- | ---------- | ------- |
| 1. | "Que Seas Feliz"       | #3  | #3        | #38        | #27     |
| 2. | "Sabes una Cosa"       | #8  | #9        | –          | #9      |
| 3. | "Échame A Mí la Culpa" | #18 | #13       | –          | –       |

## Prêmios e indicações
Em 2005, o álbum ganhou o Latin Grammy Award na categoria "Melhor Álbum Ranchero" e o Grammy Awards na categoria "Melhor Álbum Mexicano/Americano".

## Charts
| Chart (2004)                      | Posição |
| --------------------------------- | ------- |
| Billboard 200                     | 37      |
| Billboard Regional Mexican Albums | 1       |
| Billboard Top Latin Albums        | 1       |

## Vendas e certificações
| Região | Certificação        | Vendas/distribuição |
| --- | ------------------- | ------------------- |
| Argentina (CAPIF) | 2x Platina          | 80.000x             |
| Espanha (PROMUSICAE) | Platina             | 100.000^            |
| EUA (RIAA) | 4x Platina          | 400.000^            |
| México (AMPROFON) | 3x Platina+Diamante | 800.000^            |
| *vendas baseadas apenas na certificação ^distribuições baseadas apenas na certificação xdistribuições não-especificadas baseadas apenas na certificação |                     |                     |